# Via Garibaldi (Gênes)
Pour les articles homonymes, voir Via Garibaldi.
Via Garibaldi est l'une des plus belles rues de Gênes. Autrefois appelée Strada Nuova, cette voie est un exemple exceptionnel d'urbanisme composé d'une douzaine de « palazzi ».
Comme la via Balbi, elle fait partie des Strade Nuove qui illustrèrent le « siècle Génois » de 1563 à 1640. Elle est, aussi, connue sous le nom de Via Aurea, et, à la fin du XIXe siècle, Strada Maggiore puis Strada Nuova. En 1882, elle est renommée via Garibaldi en hommage au grand homme politique et patriote italien.

## Histoire
Au milieu du Cinquecento, la ville de Gênes est à son apogée économique. Place financière reconnue et riches clientèles cosmopolites. Conscient de cette situation, l’oligarchie de la république de Gênes décide de construire un quartier de représentation dans une zone périphérique, au pied d'une colline au nord de la ville, pour accueillir les visiteurs prestigieux. L'obligation d'hébergement - par les propriétaires des palais résidentiels - est imposée dans un décret, en 1576, instituant le système des palais des Rolli. En contraste avec l'urbanisme médiéval (ruelles étroites et sinueuses) du centre historique, l'architecte Galeazzo Alessi en 1551 - 1583 réalise le projet en créant un quartier résidentiel en forme de rue rectiligne, longue de 250 m, et de 7 m de large.
Les principaux architectes des palais de la Strada Nuova furent Giovanni Battista Castello, dit Il Bergamasco, Bernardino Cantone (it) et les frères Ponsello. En raison de la déclivité du site, chaque édifice a sa propre solution architecturale inspirée principalement de style de la fin de la Renaissance et maniériste. Généralement, la façade se décore à l'aide de quadratura (qui se poursuit souvent à l'intérieur) et d'un aristocratique portail de pierre. L'intérieur s'ouvre à de grands espaces formés d'atrium, jardins suspendus, larges escaliers, loggia peintes a fresco... Cette architecture monumentale, sera reproduite au XVIIe siècle, dans la seconde Strada Nuova dite aujourd'hui via Balbi.
Madame de Staël lui attribue même le qualificatif de « Rue de Rois » (la Via dei Re).
La Via Garibaldi  est une des Strade Nuove inscrites, en 2006, sur la liste du patrimoine mondial de l'humanité établie par l'Unesco ainsi que nombreux de ses édifices reconnus exceptionnels par le système des palais des Rolli.

## Les palais
Les principaux, depuis la  Piazza Fontane Marose en direction de la Piazza della Meridiana alternativement de droite à gauche :

### Palazzo Pallavicini Cambiaso
Construit sur le projet de Bernardino Cantone par l'architecte Galeazzo Alessi à partir de 1558 pour le comte Agostino Pallavicini, il passe à la famille Cambiaso au XVIIIe siècle.
- L'enlèvement des Sabines, l'Histoire d'Amour et Psyché des peintres génois Andrea Semino et Ottavio Semino.

### Palazzo Pantaleo Spinola (ou Palazzo Gambaro)
Réalisation de l'architecte Bernardo Spazio pour Pantaleo Spinola (fini par Pietro Orsolino).
- Fresques de la Sala di Susanna e Salomone et la Sala di Coriolano des frères Giovanni Bernardo Carlone et Giovanni Battista Carlone.

### Palazzo Lercari Parodi
Réalisé en 1567 par l'architecte Galeazzo Alessi.
- Fresques de Luca Cambiaso.

### Palazzo Carrega Cataldi
Un projet de Giovanni Battista Castello dit il Bergamasco pour Tobia Pallavicino. Ont participé à sa réalisation : Bartolomeo Riccio, Domenico Solari et Antonio Roderio.

### Palazzo Doria
Projet de 1563 par l'architecte Bernardino Cantone pour les Spinola, doges de Gênes.

### Palazzo Podestà
Réalisé entre 1559 et 1565, par Giovanni Battista Castello dit il Bergamasco et Bernardo Cantone pour Nicolosio Lomellini.

### Palazzo Cattaneo Adorno
Réalisé entre 1583 et 1588 pour Lazzaro et Giacomo Spinola.

### Palazzo Doria Tursi
Réalisé en 1565 sur un projet de Domenico Ponsello et Giovanni Ponsello pour Niccolò Grimaldi.

### Palazzo Baldassare Lomellini ou palazzo Campanella
Réalisé en 1562 sur un projet de Giovanni Ponzello pour Baldassarre Lomellini. Intérieur reamenagé par Charles de Wailly et Emanuele Andrea Tagliafichi en 1772 (le Salone del Sole, illustré par des incisions de Desprez sur l'Encyclopédie, a etè détruit au cours des bombardéments en 1942).

### Palazzo delle Torrette
Projet de Giacomo Viano pour le duc de Tursi Giovanni Andrea Doria (neveu de l'amiral génois Andrea Doria)

### Palazzo Rosso
Réalisé en 1670 sur un projet de Pier Antonio Corradi pour les frères Ridolfo et Giovanni Francesco Brignole Sale.
En 1874, la duchesse Maria de Brignole-Sale de Ferrari le donne à la commune de Gênes pour qu'il y abrite un musée.

### Palazzo Bianco
Réalisé entre 1530 et 1540 pour Luca Grimaldi, il est légué, également par la duchesse Maria de Brignole-Sale, à la commune, en 1884, pour être aussi un des musées de la Strada Nuova.

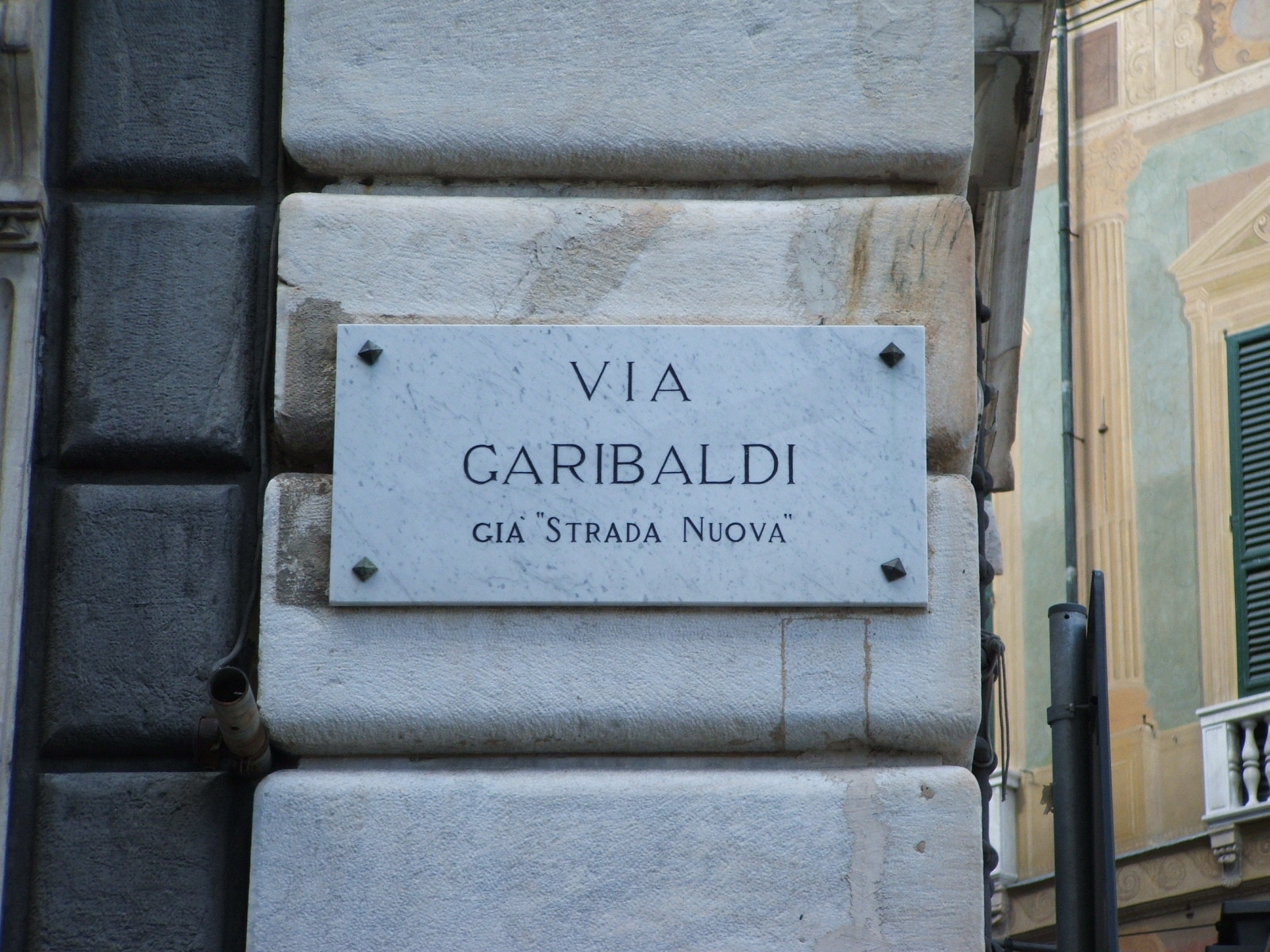
Plaque de la via Garibaldi.
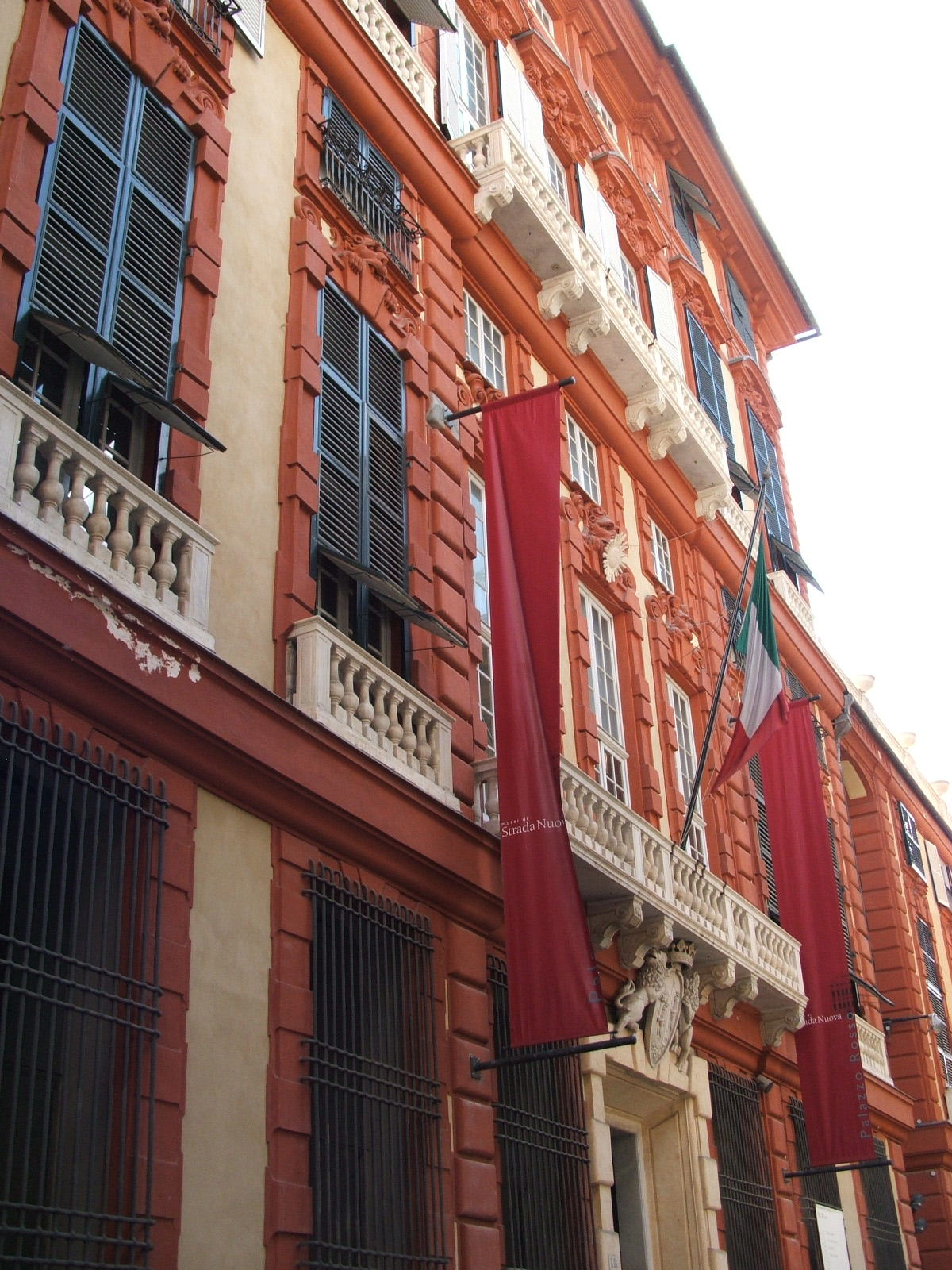
Le Palazzo Rosso.
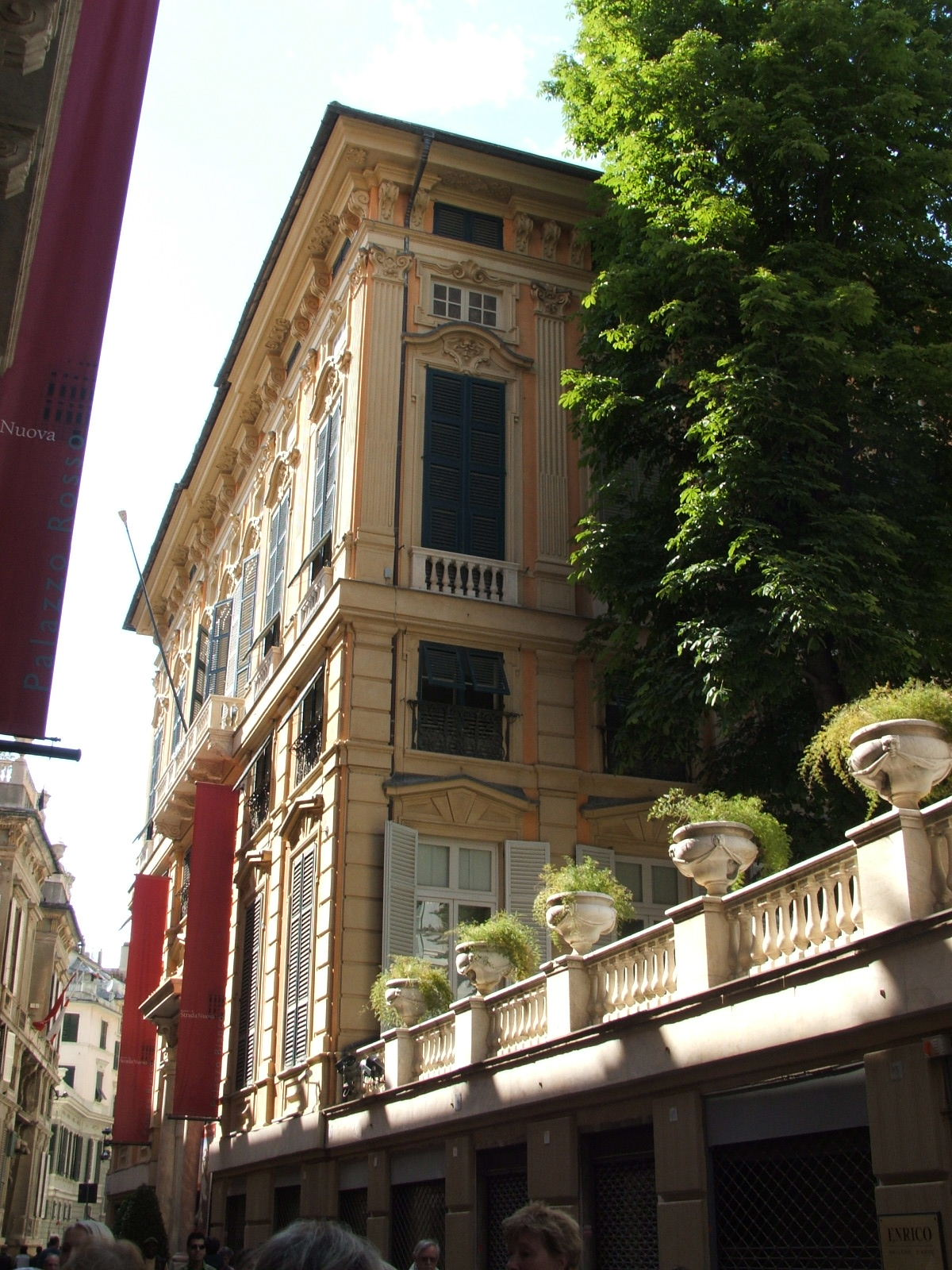
Le Palazzo Bianco et les jardins du Palazzo Tursi.
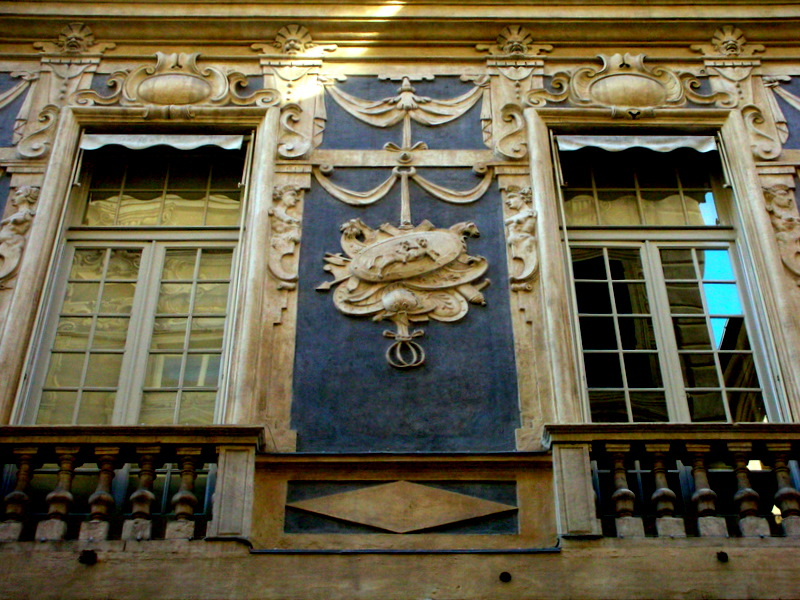
Palazzo Podestà.

### Sources
- (it) Cet article est partiellement ou en totalité issu de l’article de Wikipédia en italien intitulé « Via Garibaldi (Genova) » (voir la liste des auteurs).
- Notice de l'UNESCO